# Trachyphonus erythrocephalus
A Trachyphonus erythrocephalus, magyar nevén piros-sárga bajszika a madarak (Aves) osztályának a harkályalakúak (Piciformes) rendjébe, ezen belül a Lybiidae családjába tartozó faj.

## Előfordulása
Etiópia, Kenya, Szomália, Szudán, Tanzánia és Uganda területén honos.

## Alfajai
- Trachyphonus erythrocephalus erythrocephalus Cabanis, 1878
- Trachyphonus erythrocephalus shelleyi Hartlaub, 1886
- Trachyphonus erythrocephalus versicolor Hartlaub, 1882

## Megjelenése
Piros és sárga, gyöngyös tollai vannak. A hím élénkebb színű, torkán lévő fekete mintázat, illetve legtöbb esetben a fejtető, homlok fekete színe különbözteti meg a tojótól.
Egyéb információk
Táplálékát elsősorban rovarok és gyümölcsfélék alkotják. Nyugat-Európában kedvelt díszmadár. Magyarországon a Balatoni Madárkertben lehet velük találkozni.
|  |